# هاندز أون مي
هاندز أون مي (بالإنجليزية: Hands on Me) هي الأسطوانة المطولة الأولى للمغنية الكورية الجنوبية كيم تشونغ ها، تم إصدارها في 7 يونيو 2017 بواسطة آم أن إتش إنترتينمنت وتوزيعه بواسطة سي جي إيه أند إم قسم الأداء الموسيقي. ويتألف من خمس أغنيات، بما في ذلك الأغنبة الرئيسية «لماذا لا تعرف» وهي تعاون مع مغني الراب نوكسال. كما تم إصدار مقطع فيديو موسيقي للأغنية في 7 يونيو، حققت الأسطوانة المطولة نجاحًا تجاريًا حيث أحتلت المرتبة 8 على مخطط غاون للموسيقى.

## الخلفية والإصدار
بعد انفصالها عن فرقتها السابقة I.O.I في يناير 2017، أعلنت وكالة آم أن إتش إنترتينمنت عن خططها لإطلاق أول ظهور لتشونغ ها كفنانة منفردة في غضون عام.  في 15 مارس، قالت مُمثل من الشركة قال أنها ستظهر لأول مرة في أبريل مع ألبوم.
في 21 أبريل، أصدرت أغنية «أسبوع» الفردية التي سيتم ستكون في نهاية المطاف في الألبوم مع الفيديو الموسيقي الخاص بها ولكن الألبوم نفسه لن يتم إصداره إلا بعد بضعة أشهر. ثم كشفت الشركة في 16 مايو أن المغنية ستصدر ألبومها الأول في الشهر المقبل.
تم إصدار الخمس أغاني من الألبوم في 7 يونيو مع الأغنية الرئيسية «لماذا لا تعرف» والتي تتميز بتعاون مع مغني الراب نوكسال.  في مقابلة مع The Korea Herald في 8 يونيو، تحدثت تشونغ ها مخاوفها بشأن ظهورها كفنانة بمفردها بعد الترويج مع I.O.I ، ولكنها ذكرت أيضًا ان الظهور بمفردها كان أسرع طريقة لإظهار «شخصيتها الحقيقية».  كما أوضحت المعنى وراء عنوان الألبوم وقالت إن كلمة «هاندز» والتي تعني «يد» بالإنجليزية هو تعبير عن الشعور بالدفئ وكانت إشارة إلى اختيار المعجبين لها لتصبح عضوة في فرقة I.O.I.

## الترويج
قدمت تشونغ ها أغنيات من ألبومها الجديد في عرض أقيم في نفس يوم إصدار الألبوم.  ظهرت لأول مرة على المسرح في 8 يونيو في إم كاونت داون. كما قامت بأداء الأغنية في العديد من البرامج الموسيقية الكورية الجنوبية مثل شوو تشامبين و ميوزيك بانك و شوو! أوماك جونشيم و إنكيغايو.

### الأغاني الرئيسية
تم إصدار «أسبوع» كأغنية ترويجية في 21 أبريل 2017. دخلت الأغنية في المرتبة 86 على مخطط غاون للموسيقى مع بيع 28,492 تنزيلًا.
تم إصدار «لماذا لا تعرف» في 7 يونيو.  أحتلت المرتبة 23 على مخطط غاون للموسيقى وارتفعت إلى المرتبة 16 بعد ذلك بأسبوع، كما ظهرت لأول مرة في المرتبة 10 على مخطط غاون للموسيقى بفئة التنزيلات ووصلت في المرتبة 8.

## التأليف
«لماذا لا تعرف» هي أغنية استوائية عن الحب غير المتبادل. «أصنع أمنية» هي أغنية كهربائية ذو طاقة عالية و «우주 먼지 (كوميك داست)» عبارة عن أغنية بيانو لطيفة.  الأغنية ما قبل الإصدار «월화수목금 토일 (أسبوع)» هي أغنية عن الفراغ الذي شعرت به المغنية بعد حل تفكك فرقتها السابقة.

## الأداء التجاري
دخل هاندز أون مي ووصل في المرتبة 8 على مخطط غاون للموسيقى، في أسبوعه الثاني، انخفض إلى المرتبة 22 وإلى المرتبة 28 في أسبوعه الثالث. في أسبوعه الرابع، احتل المرتبة رقم 30.  دخل في المرتبة 15 على تنصيفات المخططات لشهر يونيو 2017، مع بيع 10,610 نسخة مادية.

## قائمة الأغاني
| #  | عنوان                                         | المدة |
| -- | --------------------------------------------- | ----- |
| 1. | "هاندز أون مي"                                | 1:08  |
| 2. | "لماذا لا تعرف" (تعاون مع. نوكسال)            | 3:18  |
| 3. | "تمنى أمنية"                                  | 3:05  |
| 4. | "كوزميك داست" (우주먼지; ujumeonji)           | 3:43  |
| 5. | "أسبوع" (월화수목금토일; wolhwasumoggeumtoil) | 3:22  |